# Pleurothallis cyanea
Pleurothallis cyanea är en orkidéart som beskrevs av Carlyle August Luer och Rodrigo Escobar. Pleurothallis cyanea ingår i släktet Pleurothallis och familjen orkidéer. Inga underarter finns listade i Catalogue of Life.